# 電極化
在经典电磁学裏，當給電介質施加一個電場時，由於電介質內部正負電荷的相對位移，會產生電偶極子，這現象稱為電極化（英語：electric polarization）。施加的電場可能是外電場，也可能是嵌入電介質內部的自由電荷所產生的電場。因為電極化而產生的電偶極子稱為“感應電偶極子”，其電偶極矩稱為“感應電偶極矩”。
電極化強度（英語：polarization density），又稱為電極化矢量，定義為電介質內的電偶極矩密度，也就是單位體積的電偶極矩。這定義所指的電偶極矩包括永久電偶極矩和感應電偶極矩。它的國際單位制度量單位是庫侖每平方公尺（coulomb/m2），表示为矢量 P。

## 定义
电极化强度 P 定义为电介质单位体积 V 内的电偶极矩 p 的平均值：
{\displaystyle \mathbf {P} ={\langle \mathbf {p} \rangle  \over V}}
可以理解为在材料区域内电偶极子的强度和对齐程度。这个定义很容易推广到解析定义，即电极化就是电偶极矩微元 dp 与体积微元 dV 的比值：
{\displaystyle \mathbf {P} ={d\mathbf {p}  \over dV}}
这反过来便能导出电极化的物体的电偶极矩的一般表达式：
{\displaystyle \mathbf {p} =\iiint \mathbf {P} \,dV}
这表明 P-场与磁化强度 M-场是完全类似的：
{\displaystyle \mathbf {M} ={d\mathbf {m}  \over dV},\quad \mathbf {m} =\iiint \mathbf {M} \,dV}
对于由一个外加电场引起的 P 值的计算，必须已知电介质的电极化率 χ（见下文）。

## 束縛電荷
束縛電荷是束縛於電介質內部某微觀區域的電荷。這微觀區域指的是像原子或分子一類的區域。自由電荷是不束縛於電介質內部某微觀區域的電荷。電極化會稍微改變物質內部的束縛電荷的位置，雖然這束縛電荷仍舊束縛於原先的微觀區域，但這会形成一種不同的電荷密度，稱為「束縛電荷密度」{\displaystyle \rho _{bound}}：
{\displaystyle \rho _{bound}=-\nabla \cdot \mathbf {P} }。
注意刚才研究的是電偶極子中伸出界面的那部分，原微观区域的束缚电荷符号相反，故有负号。
總電荷密度{\displaystyle \rho _{total}}是「自由電荷密度」{\displaystyle \rho _{free}}與束縛電荷密度的總和：
{\displaystyle \rho _{total}=\rho _{free}+\rho _{bound}}。
在電介質的表面，束縛電荷以表面電荷的形式存在，其表面密度稱為「面束縛電荷密度」{\displaystyle \sigma _{bound}}：
{\displaystyle \sigma _{bound}=\mathbf {P} \cdot {\hat {\mathbf {n} }}_{\mathrm {out} }}；
其中，{\displaystyle {\hat {\mathbf {n} }}_{\mathrm {out} }\,}是從電介質表面往外指的法向量。假若，電介質內部的電極化強度是均勻的，{\displaystyle \mathbf {P} }是個常數向量，則{\displaystyle \rho _{bound}}等於0，這電介質所有的束縛電荷都是面束縛電荷。
假設電極化強度含時間，則束縛電荷密度也含時間，因而產生了「電極化電流密度」{\displaystyle \mathbf {J} _{p}} (A/m2)：
{\displaystyle \mathbf {J} _{p}={\frac {\partial \mathbf {P} }{\partial t}}}。
那麼，電介質的總電流密度{\displaystyle \mathbf {J} _{total}}是
{\displaystyle \mathbf {J} _{total}=\mathbf {J} _{free}+\mathbf {J} _{bound}+\mathbf {J} _{p}=\mathbf {J} _{free}+\nabla \times \mathbf {M} +{\frac {\partial \mathbf {P} }{\partial t}}}；
其中，{\displaystyle \mathbf {J} _{free}}是「自由電流密度」，{\displaystyle \mathbf {J} _{bound}}是「束縛電流密度」，{\displaystyle \mathbf {M} }是磁化強度。
「自由電流」是由外處進來的電流，不是由電介質的束縛電荷所構成的電流。「束縛電流」是由電介質束縛電荷產生的磁偶極子所構成的電流，一個原子尺寸的現象。

## 電極化強度與電場的關係
電極化強度{\displaystyle \mathbf {P} }、電場{\displaystyle \mathbf {E} }、電位移{\displaystyle \mathbf {D} }，這三個向量的關係式為一個定義式：
{\displaystyle \mathbf {D} \ {\stackrel {def}{=}}\ \varepsilon _{0}\mathbf {E} +\mathbf {P} }；
其中，{\displaystyle \varepsilon _{0}}是電常數。

### 各向同性電介質
對於各向同性、線性電介質，電極化強度{\displaystyle \mathbf {P} }和電場{\displaystyle \mathbf {E} }的比例是電極化率{\displaystyle \chi _{e}}：
{\displaystyle \mathbf {P} =\varepsilon _{0}\chi _{e}\mathbf {E} }。
所以，電位移與電場成正比：
{\displaystyle \mathbf {D} =\varepsilon _{0}(1+\chi _{e})\mathbf {E} =\varepsilon \mathbf {E} }；
其中，{\displaystyle \varepsilon }是電容率。
電極化強度{\displaystyle \mathbf {P} }、電場{\displaystyle \mathbf {E} }、電位移{\displaystyle \mathbf {D} }，這三個向量的方向都一樣。另外，
{\displaystyle \nabla \cdot (\varepsilon \mathbf {E} )=\rho _{free}}。
假設這電介質具有均勻性，則電容率{\displaystyle \varepsilon }是常數：
{\displaystyle \nabla \cdot \mathbf {E} =\rho _{free}/\varepsilon }。

### 各向異性電介質
對於各向異性、線性電介質，電極化強度和電場的方向不一定一樣。電極化強度的第{\displaystyle i}個分量與電場的第{\displaystyle j}個分量的關係式為
{\displaystyle P_{i}=\sum _{j}\varepsilon _{0}\chi _{ij}E_{j}}；
其中，{\displaystyle \chi }是電介質的電極化率張量。例如，晶體光學（crystal optics）就會研究到很多各向異性電介質晶體。
電磁學所講述的物理量大多都是巨觀的平均值，像電場平均值、偶極子密度平均值、電極化強度平均值等等，都是取於一個超大於原子尺寸的區域。只有這樣，科學家才能夠研究一個電介質的連續近似。而當研究微觀問題時，對於在電介質內的單獨粒子，其極化性跟電極化率平均值、電極化強度平均值的關係，可以用克勞修斯-莫索提方程式來表達。
假若電極化強度和電場不呈線性正比，則稱這電介質為非線性電介質。非線性光學可以用來描述這種電介質的性質。假設電場{\displaystyle \mathbf {E} }足夠地微弱，不存在任何永久電偶極子，則電極化強度{\displaystyle \mathbf {P} }可以令人相當滿意地以泰勒級數近似為
{\displaystyle P_{i}/\varepsilon _{0}=\sum _{j}\chi _{ij}^{(1)}E_{j}+\sum _{jk}\chi _{ijk}^{(2)}E_{j}E_{k}+\sum _{jk\ell }\chi _{ijk\ell }^{(3)}E_{j}E_{k}E_{\ell }+\cdots }；
其中，{\displaystyle \chi ^{(1)}}是線性電極化率，{\displaystyle \chi ^{(2)}}給出波克斯效應（Pockels effect），{\displaystyle \chi ^{(3)}}給出克爾效應（Kerr effect）。
對於鐵電材料，因為遲滯現象，{\displaystyle \mathbf {P} }與{\displaystyle \mathbf {E} }之間，不存在一一對應關係。

## 參閱
- 馬克士威方程組
- 克勞修斯-莫索提方程式
- 駐極體